# 兰尼单抗
兰尼单抗（英語：Ranibizumab，也译为雷珠单抗，商品名Lucentis）是一种单克隆抗体片段（FAB），其与贝伐单抗（bevacizumab）是从相同亲本鼠抗体获得。它比母体分子小得多，能更紧密的结合到血管内皮生长因子-A(VEGF-A)。它是一种血管生成抑制剂(angiogenesis inhibitor)，已被批准用于治疗的“湿”型老年黄斑变性。